# Culicoides erairai
Culicoides erairai är en tvåvingeart som beskrevs av Hiromichi Kono och Takahasi 1940. Culicoides erairai ingår i släktet Culicoides och familjen svidknott. Inga underarter finns listade i Catalogue of Life.